# Râul Gârceneanca
Râul Gârceneanca este un curs de apă, afluent al râului Racova. 